# Abejar
Abejar là một đô thị ở tỉnh Soria, Castile và León, Tây Ban Nha.